# Gröthällan
Gröthällan är en ö i Finland. Den ligger i Bottenviken och i kommunen Nykarleby i den ekonomiska regionen  Jakobstadsregionen i landskapet Österbotten, i den västra delen av landet. Ön ligger omkring 58 kilometer nordöst om Vasa och omkring 390 kilometer norr om Helsingfors.
Öns area är 1,4 hektar och dess största längd är 190 meter i nord-sydlig riktning.